# Treinadores do Cruzeiro Esporte Clube
Este artigo contém uma lista em ordem cronológica dos técnicos que dirigiram o
Cruzeiro Esporte Clube.

## Ordem cronológica
Legenda:
     Treinador efetivo
     Treinador interino
 Ascensão
 Rebaixamento
| Treinador                 | Período     | Principais feitos |  |
| ------------------------- | ----------- | --- |  |
| 000 Comissão de jogadores | 1921 – 1928 | |  |
| Matturio Fabbi            | 1928 – 1932 | 1928: Campeão do Campeonato Mineiro 1929: Campeonato Mineiro (invicto) 1930: Campeonato Mineiro (invicto) 1931: Vice-campeão do Campeonato Mineiro 1932: Vice-campeão do Campeonato Mineiro (pela AMEG) |  |
| Rizzo                     | 1932        | |  |
| Matturio Fabbi            | 1933 – 1936 | 1933: Vice-campeão do Campeonato Mineiro (pelo Campeonato da Cidade) 1935: 4º colocado do Campeonato Mineiro                                                                                            |  |
| Nello Nicolai             | 1936 – 1937 | |  |
| Ninão                     | 1937        | |  |
| Matturio Fabbi            | 1938        | |  |
| Matturio Fabbi            | 1939        | |  |
| Bengala                   | 1939 – 1943 | |  |
| Ninão                     | 1943 – 1944 | |  |
| Bengala                   | 1944        | |  |
| Chico Trindade            | 1944 – 1946 | |  |
| Nello Nicolai             | 1946        | |  |
| Américo Tunes             | 1946        | |  |
| Bengala                   | 1946 – 1947 | |  |
| Fumanchu                  | 1947 – 1948 | |  |
| Niginho                   | 1948 – 1949 | |  |
| Souza                     | 1950 – 1951 | |  |
| Juvenal Pereira           | 1951        | |  |
| Cristóvão Colombo         | 1952        | |  |
| Ricardo Díez              | 1953        | |  |
| Cristóvão Colombo         | 1953        | |  |
| Niginho                   | 1953 – 1955 | |  |
| Filpo Núñez               | 1955        | |  |
| Bengala                   | 1955 – 1956 | |  |
| Artur Nequessaurt         | 1956        | |  |
| Ayrton Moreira            | 1957        | |  |
| Gérson dos Santos         | 1957        | |  |
| Cristóvão Colombo         | 1957        | |  |
| Artur Nequessaurt         | 1958        | |  |
| Danilo Alvim              | 1958        | |  |
| Gérson dos Santos         | 1958 – 1959 | |  |
| Ninão                     | 1959        | |  |
| Niginho                   | 1959 – 1961 | |  |
| Gérson dos Santos         | 1962        | |  |
| Geninho                   | 1962        | |  |
| Gilson Santana            | 1962        | |  |
| Niginho                   | 1962 – 1963 | |  |
| Martim Francisco          | 1963        | |  |
| Adelino                   | 1964        | |  |
| Marão                     | 1964        | |  |
| Ayrton Moreira            | 1964 – 1967 | 1966: Campeão do Campeonato Brasileiro |  |
| Orlando Fantoni           | 1967 – 1968 | |  |
| Hilton Chaves             | 1968 – 1969 | |  |
| Gérson dos Santos         | 1969 – 1970 | |  |
| Hilton Chaves             | 1970        | |  |
| Filpo Núñez               | 1970        | |  |
| Hilton Chaves             | 1970 – 1971 | |  |
| João Crispim              | 1971        | |  |
| Orlando Fantoni           | 1971 – 1972 | |  |
| Yustrich                  | 1972        | |  |
| Brito                     | 1972        | |  |
| Hilton Chaves             | 1972 – 1975 | |  |
| Antônio Lacerda Filho     | 1975        | |  |
| Moacir Rodrigues          | 1975        | |  |
| Zezé Moreira              | 1975 – 1977 | 1976: Campeão da Copa Libertadores da América |  |
| Yustrich                  | 1977        | Vice-campeão da Copa Libertadores da América |  |
| Antônio Lacerda Filho     | 1977        | |  |
| Aymoré Moreira            | 1977 – 1978 | |  |
| Procópio Cardoso          | 1978        | |  |
| João Francisco            | 1978        | |  |
| Zé Duarte                 | 1978 – 1979 | |  |
| Barbatana                 | 1979        | |  |
| Hilton Chaves             | 1979 – 1980 | |  |
| Tim                       | 1980        | |  |
| Procópio Cardoso          | 1981        | |  |
| Cláudio Garcia            | 1981        | |  |
| Didi                      | 1981 – 1982 | |  |
| Yustrich                  | 1982        | |  |
| Orlando Fantoni           | 1983        | |  |
| Hilton Chaves             | 1983 – 1984 | |  |
| Oswaldo Brandão           | 1984        | |  |
| João Francisco            | 1984 – 1985 | |  |
| Moraes                    | 1985        | |  |
| Procópio Cardoso          | 1986        | |  |
| Jair Bala                 | 1986        | |  |
| Carlos Alberto Silva      | 1986 – 1987 | |  |
| Rui Guimarães             | 1987        | |  |
| João Avelino "71"         | 1987        | |  |
| Raul Plassmann            | 1987        | |  |
| Paulinho de Almeida       | 1987        | |  |
| Jair Pereira              | 1987 – 1988 | 1987: Campeão do Campeonato Mineiro |  |
| Carlos Alberto Silva      | 1988        | |  |
| Rui Guimarães             | 1988        | |  |
| Antônio Lacerda Filho     | 1988        | |  |
| Chico Formiga             | 1988        | |  |
| Ênio Andrade              | 1989        | |  |
| Carlos Alberto Silva      | 1989        | |  |
| João Francisco            | 1989        | |  |
| Antônio Lacerda Filho     | 1989        | |  |
| Ênio Andrade              | 1990        | |  |
| José Luiz Carbone         | 1990        | |  |
| Duque                     | 1990        | |  |
| Evaristo de Macedo        | 1991        | |  |
| Ênio Andrade              | 1991 – 1992 | 1991: Campeão da Supercopa Libertadores |  |
| Jair Pereira              | 1992        | Campeão da Supercopa Libertadores |  |
| Carlos Alberto Silva      | 1993        | |  |
| Pinheiro                  | 1993        | Campeão da Copa do Brasil |  |
| Zé Maurício               | 1993        | |  |
| Nelinho                   | 1994        | |  |
| Ênio Andrade              | 1994        | |  |
| Palhinha                  | 1994        | |  |
| Antônio Lopes             | 1995        | |  |
| Carlos Alberto Silva      | 1995        | Campeão da Copa Master da Supercopa |  |
| Ênio Andrade              | 1995        | Campeão da Copa Ouro |  |
| Jair Pereira              | 1995        | |  |
| Levir Culpi               | 1996        | Campeão do Campeonato Mineiro e da Copa do Brasil |  |
| Oscar Bernardi            | 1997        | |  |
| Paulo Autuori             | 1997        | Campeão da Copa Libertadores da América e do Campeonato Mineiro |  |
| Wantuil Rodrigues         | 1997        | |  |
| Nelsinho Baptista         | 1997        | |  |
| Levir Culpi               | 1998 – 1999 | 1998: Campeão da Recopa Sul-Americana e do Campeonato Mineiro 1999: Campeão da Copa Centro-Oeste e da Copa dos Campeões Mineiros                                                                        |  |
| Paulo Autuori             | 1999 – 2000 | |  |
| Marco Aurélio             | 2000        | Campeão da Copa do Brasil |  |
| Luiz Felipe Scolari       | 2000 – 2001 | 2001: Campeão da Copa Sul-Minas |  |
| Paulo César Carpegiani    | 2001        | |  |
| Ivo Wortmann              | 2001        | |  |
| Marco Aurélio             | 2001 – 2002 | |  |
| Ney Franco                | 2002        | |  |
| Vanderlei Luxemburgo      | 2002 – 2004 | 2003: Campeão do Campeonato Mineiro, da Copa do Brasil e do Campeonato Brasileiro |  |
| Paulo César Gusmão        | 2004        | Campeão do Campeonato Mineiro |  |
| Ney Franco                | 2004        | |  |
| Emerson Leão              | 2004        | |  |
| Ney Franco                | 2004        | |  |
| Marco Aurélio             | 2004        | |  |
| Ney Franco                | 2004        | |  |
| Levir Culpi               | 2005        | |  |
| Paulo César Gusmão        | 2005 – 2006 | |  |
| Oswaldo de Oliveira       | 2006        | |  |
| Paulo Autuori             | 2007        | |  |
| Emerson Ávila             | 2007        | |  |
| Dorival Júnior            | 2007        | |  |
| Adílson Batista           | 2008 – 2010 | 2008: Campeão do Campeonato Mineiro 2009: Vice-campeão da Copa Libertadores da América |  |
| Emerson Ávila             | 2010        | |  |
| Cuca                      | 2010 – 2011 | 2011: Campeão do Campeonato Mineiro |  |
| Joel Santana              | 2011        | |  |
| Emerson Ávila             | 2011        | |  |
| Vágner Mancini            | 2011 – 2012 | |  |
| Celso Roth                | 2012        | |  |
| Marcelo Oliveira          | 2013 – 2015 | 2013: Campeão do Campeonato Brasileiro 2014: Campeão do Campeonato Mineiro e do Campeonato Brasileiro; Vice-campeão da Copa do Brasil                                                                   |  |
| Vanderlei Luxemburgo      | 2015        | |  |
| Mano Menezes              | 2015        | |  |
| Deivid                    | 2015 – 2016 | |  |
| Paulo Bento               | 2016        | |  |
| Mano Menezes              | 2016 – 2019 | 2017: Campeão da Copa do Brasil 2018: Campeão do Campeonato Mineiro e da Copa do Brasil 2019: Campeão do Campeonato Mineiro (invicto)                                                                   |  |
| Rogério Ceni              | 2019        | |  |
| Abel Braga                | 2019        | |  |
| Adílson Batista           | 2019 – 2020 | 2019: Rebaixamento para a Série B do Campeonato Brasileiro de 2020. |  |
| Enderson Moreira          | 2020        | |  |
| Ney Franco                | 2020        | |  |
| Luiz Felipe Scolari       | 2020        | |  |
| Célio Lúcio               | 2020        | |  |
| Felipe Conceição          | 2021        | |  |
| Mozart Santos             | 2021        | |  |
| Vanderlei Luxemburgo      | 2021        | |  |
| Paulo Pezzolano           | 2022 – 2023 | 2022: Campeão do Campeonato Brasileiro – Série B de 2022 e promovido à Série A de 2023 |  |
| Pepa                      | 2023        | |  |
| Fernando Seabra           | 2023        | |  |
| Zé Ricardo                | 2023        | |  |
| Paulo Autuori             | 2023        | |  |
| Nicolás Larcamón          | 2023 – 2024 | |  |
| Fernando Seabra           | 2024        | |  |
| Fernando Diniz            | 2024 – 2025 | |  |
| Leonardo Jardim           | 2025 –      | |  |

## Estatísticas
| Anos                                                        | Treinador            | J   | V   | E  | D  | GP  | GC  | SG   | %      |
| ----------------------------------------------------------- | -------------------- | --- | --- | -- | -- | --- | --- | ---- | ------ |
| 1968–1969; 1970; 1970–1971; 1972–1975; 1979–1980; 1983–1984 | Hilton Chaves        | 389 |     |    |    |     |     |      | 67,03% |
| 1996; 1998–1999; 2005                                       | Levir Culpi          | 257 | 140 | 68 | 49 | 484 | 254 | +230 | 63,29% |
| 1948–1949; 1953–1955; 1959–1961; 1962–1963                  | Niginho              | 247 |     |    |    |     |     |      | 64,23% |
| 2015; 2016–2019                                             | Mano Menezes         | 235 | 112 | 69 | 54 | 333 | 205 | +128 | 57,45% |
| 1957; 1964–1967                                             | Ayrton Moreira       | 200 |     |    |    |     |     |      | 69%    |
| 1928–1931; 1932–1935; 1938–1940                             | Matturio Fabbi       | 190 |     |    |    |     |     |      | 60,35% |
| 1989; 1990; 1991–1992; 1994; 1995                           | Ênio Andrade         | 188 | 98  | 51 | 39 | 273 | 142 | +131 | 61,17% |
| 2008–2010; 2019-2020                                        | Adílson Batista      | 184 | 100 | 38 | 46 | 337 | 212 | +125 | 61,23% |
| 1967–1968; 1971–1972; 1983                                  | Orlando Fantoni      | 172 |     |    |    |     |     |      | 65,31% |
| 2013–2015                                                   | Marcelo Oliveira     | 169 | 106 | 32 | 31 | 325 | 147 | +178 | 69,03% |
| 2002–2004; 2015; 2021                                       | Vanderlei Luxemburgo | 149 | 82  | 36 | 31 | 284 | 154 | +130 | 63,09% |
| 1975–1977                                                   | Zezé Moreira         | 128 | 71  | 35 | 22 | 228 | 110 | +118 | 64,58% |
| 1939–1943; 1944; 1946–1947; 1955–1956                       | Bengala              | 126 |     |    |    |     |     |      | 53,96% |
| 1986–1987; 1988; 1989; 1993; 1995                           | Carlos Alberto Silva | 121 |     |    |    |     |     |      | 58,40% |
| 1957; 1958–1959; 1962; 1969–1970                            | Gérson Santos        | 118 |     |    |    |     |     |      | 66,94% |
| 1972; 1977; 1982                                            | Yustrich             | 105 |     |    |    |     |     |      | 62,85% |